# Mpanjaka betschi
Mpanjaka betschi este o molie din familia Erebidae care se găsește în centrul Madagascarului.
Masculul are o anvergură a aripilor de 34  mm, iar lungimea aripilor din față este de 16mm.

## Vezi și
- Listă de molii din Madagascar

## Legături externe
- en Baza de date a genului Lepidoptera la Muzeul de istorie naturală